# Michaëlkerk (Anjum)
De Michaëlkerk is een kerkgebouw in Anjum in de Nederlandse provincie Friesland. Het kerkgebouw is een rijksmonument.

## Beschrijving
De eenbeukige kerk, oorspronkelijk gewijd aan Sint-Michaël, werd in de 12e eeuw gebouwd van tufsteen. In de 13e eeuw werd de kerk naar het oosten verlengd. In het gereduceerd westwerk met ingesnoerde spits bevindt zich een cachot (17e eeuw). In de toren hangt een klok (1618) van klokkengieter Hans Falck.
Het interieur wordt gedekt door een houten tongewelf dat in 1684 werd aangebracht door Pijter Martens ter vervanging van een kap die in 1681 werd verwoest door een orkaan. Het vijfzijdig gesloten koor (15e eeuw) bevat een sacramentshuisje. De preekstoel dateert uit de 17e eeuw. Er bevinden zich twee overhuifde dubbele herenbanken uit de 17e eeuw en twee uit de 18e eeuw. Het orgel uit 1875 is gebouwd door L. van Dam en Zonen.
In 1975 werd de kerk gerestaureerd onder leiding van G.M. van Manen en J. Zwart.

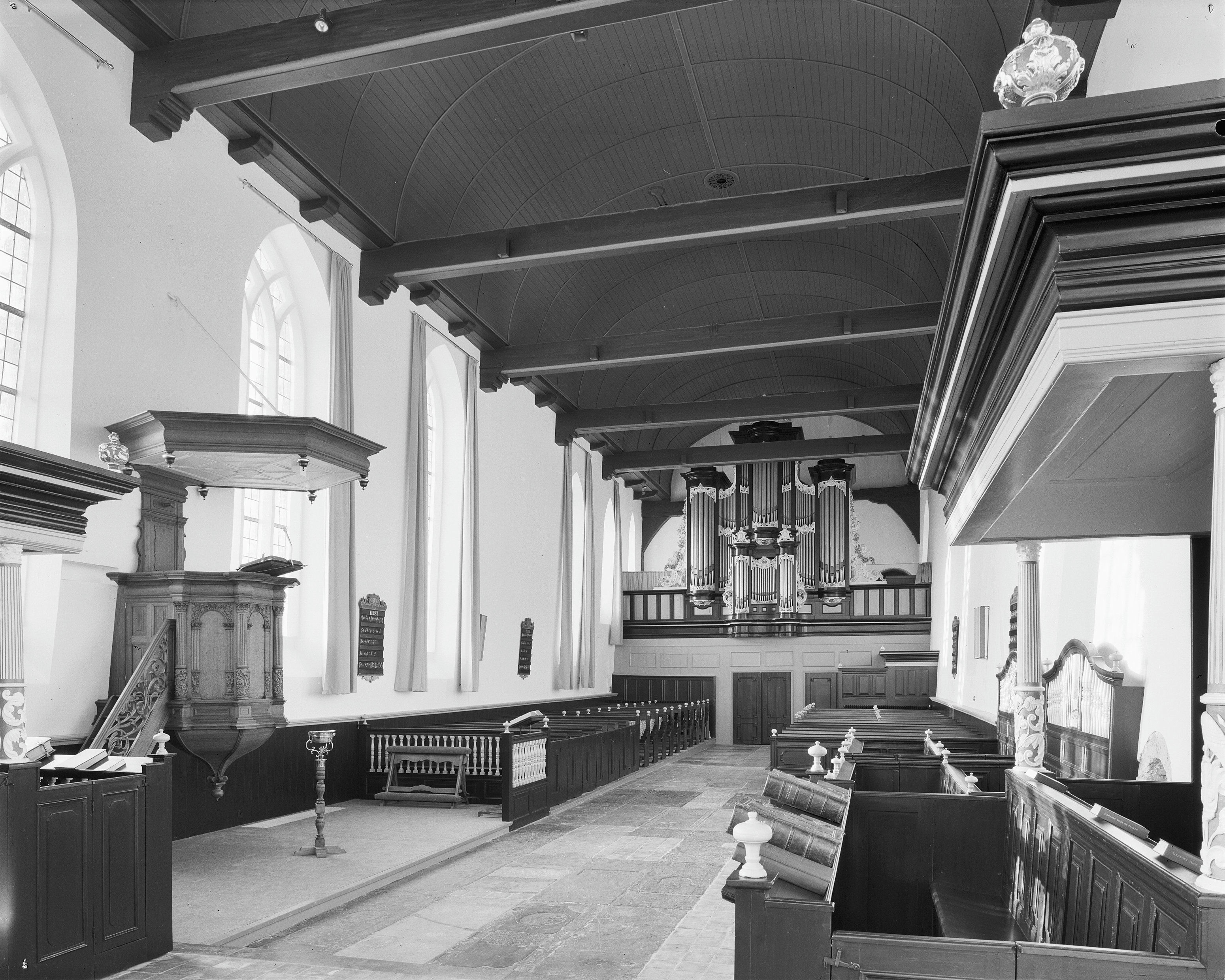
Interieur (1977)
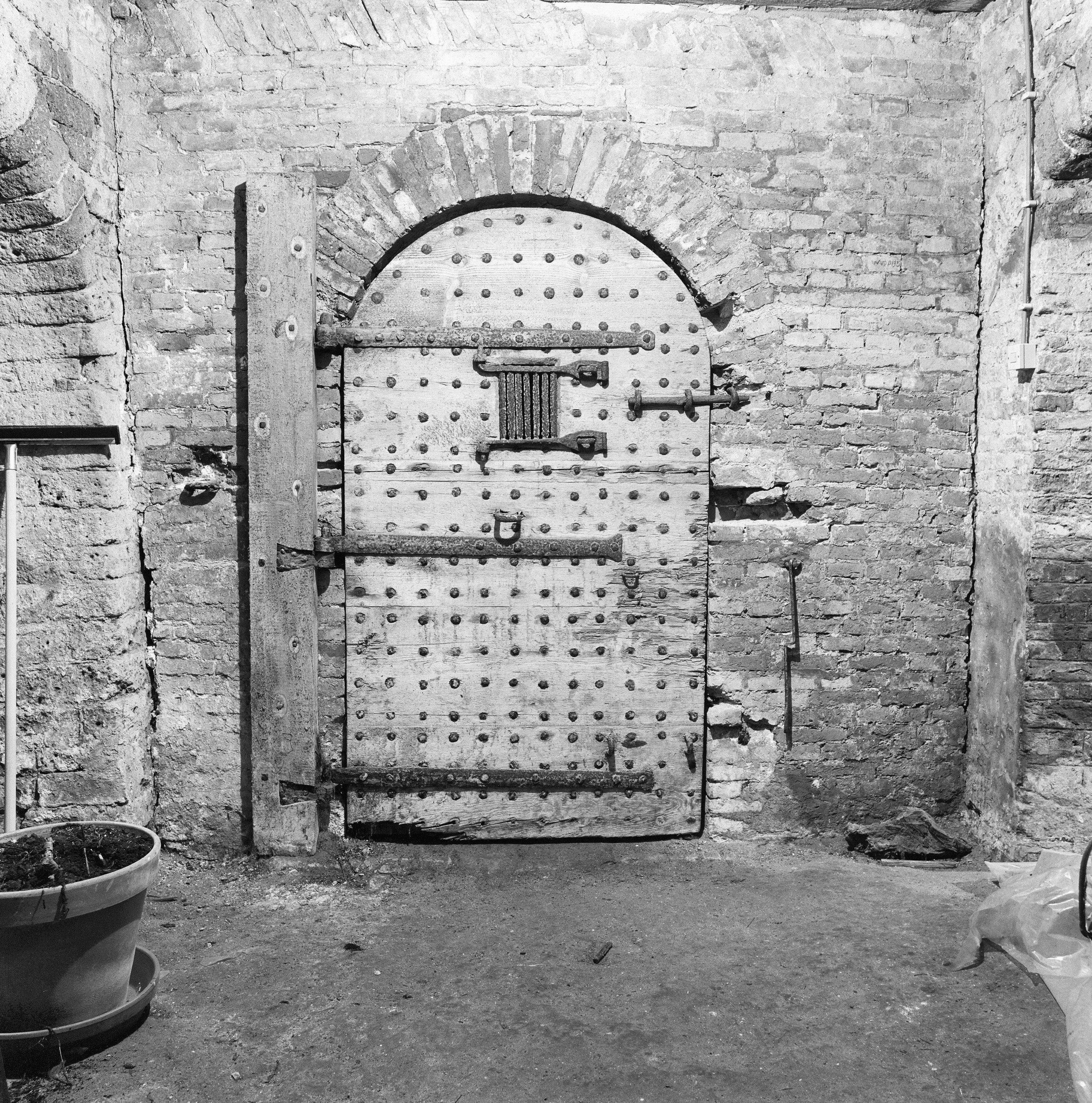
Cachot